# Jungle War Stories
Jungle War Stories fue una historieta estadounidense publicada por primera vez en 1962 por Dell Comics. Fue la primera historieta bélica estadounidense en cubrir la guerra de Vietnam. Aunque la portada del primer número decía «Las selvas de África y Asia se han convertido en campos de batalla en llamas», solo se ocupaba de Vietnam.

## Personajes
Las historias involucraban las aventuras de tres veteranos estadounidenses de la guerra de Corea, el capitán piloto Duke Larsen, el sargento «Cactus» Kane de los Rangers del Ejército de Estados Unidos (que usaba una boina de ranger del ejército sudvietnamita) y el «GI» Mike Williams (que usaba un sombrero) que entrenó y luchó con los Rangers vietnamitas. Cada número incluía una página de no ficción sobre la guerra de Vietnam.

## Transformación
El número 12 en julio de 1965 cambió su título a Guerilla War. El cómic duró hasta el número 14 de marzo de 1966. En enero de 1967, Dell comenzó a publicar Tales of the Green Beret que duró cinco números hasta 1969.